# Lista dos transmissores da Superleague Fórmula
Esta é uma Lista dos transmissores da Superleague Fórmula. A informação abaixo contém os transmissores até à última ronda de 2009. Na Temporada da Superleague Fórmula de 2009 o campeonato foi transmitido em 62 países, com 100 milhões de espectadores potenciais. Uma média de 6 milhões de adeptos por corrida viram a Superleague Fórmula em 2008.

## Transmissores Internacionais em 2009
| País                   |                                                                                          |
| ---------------------- | ---------------------------------------------------------------------------------------- |
| Mundo                  | Superleagueformula.com                                                                   |
| África                 | Setanta Sports (Corridas em directo)                                                     |
| Ásia                   | ESPN Star (Melhores momentos das corridas)                                               |
| Ásia                   | CNBC (Melhores momentos das corridas)                                                    |
| Austrália              | Setanta Sports (Corridas em directo)                                                     |
| Austrália              | SBS (Melhores momentos das corridas)                                                     |
| Austrália              | Nine Network (Melhores momentos das corridas)                                            |
| Austrália              | Fox Sports (Melhores momentos das corridas)                                              |
| Bélgica                | EXQI Sport (Corridas em directo)                                                         |
| Brasil                 | TV Esporte Interativo (Corridas em directo)                                              |
| Canadá                 | Setanta Sports (Corridas em diferido no mesmo dia)                                       |
| Caraíbas               | Setanta Sports (Corridas em diferido no mesmo dia)                                       |
| Chipre                 | MyVision (Corridas em directo)                                                           |
| Dinamarca              | TV3+ (Corridas em directo)                                                               |
| Emirados Árabes Unidos | Abu Dhabi Sports Channel (Corridas em directo)                                           |
| Espanha                | Cuatro (Corridas em directo)                                                             |
| Espanha                | Canal+ - Deportes Sportmania (Corridas em directo)                                       |
| Estados Unidos         | Setanta Sports (Corridas em diferido no mesmo dia)                                       |
| França                 | Direct 8 (Melhores momentos das corridas)                                                |
| França                 | OLTV (Melhores momentos das corridas)                                                    |
| Grécia                 | ET1 (Melhores momentos das corridas)                                                     |
| Grécia                 | Sport+ (Corridas em directo)                                                             |
| Países Baixos          | RTL (Melhores momentos das corridas)                                                     |
| Irlanda                | Setanta Sports (Corridas em directo)                                                     |
| Médio Oriente          | Abu Dhabi Sports Channel (Corridas em directo)                                           |
| Noruega                | Viasat Motor (Corridas em directo)                                                       |
| Portugal               | TVI 24 (Corridas em directo) A TVI transmitiu as corridas da ronda do Estoril em directo |
| Reino Unido            | British Eurosport 2 (Corridas em directo)                                                |
| Resto da Europa        | Eurosport 2 (Corridas em directo e melhores momentos)                                    |
| Resto da Europa        | CNBC (Melhores momentos das corridas)                                                    |
| Suécia                 | Viasat Motor (Corridas em Directo)                                                       |
| Suíça                  | SSF (Melhores momentos das corridas)                                                     |
| Turquia                | Galatasaray TV (Corridas em Directo)                                                     |

O piloto de testes oficial do campeonato, Bruce Jouanny, é o comentador mundial, em conjunto com Ben Edwards e Jonathan Green.

## 2008
Esta é uma lista dos canais de TV que transmitiram a Superleague Fórmula durante a temporada de 2008.
| - Andorra: Cuatro - Brasil: SporTV - Chipre: CytaVision - Emirados Árabes Unidos: Abu Dhabi Sport |  | - Espanha: Cuatro - França: Direct 8 - Grécia: Alpha TV - Holanda: RTL7 |  | - Itália: Sky Italia - Portugal: TVI - Região do Médio Oriente: Abu Dhabi Sport - Reino Unido: Setanta Sports |  | - Resto da Europa: Eurosport 2 - Rússia: 7TV - Suécia: Viasat Motor - Turquia: Show TV |

A Superleague Fórmula foi também transmitida pelos canais de TV oficiais de alguns dos clubes participantes:
| - A.C. Milan: Milan Channel - Borussia Dortmund: BVB TV - SC Corinthians: Timão TV |  | - CR Flamengo: Fla TV - FC Basel: FCB Internet TV - Galatasaray S.K.: Galatasaray TV |  | - Liverpool F.C.: LFC TV - Olympiacos CFP: Sport TV - PSV Eindhoven: PSV TV |  | - Rangers F.C.: Rangers TV - R.S.C. Anderlecht: RSCA TV - Sevilla FC: Sevilla TV |